# Paul Simon (político)
Paul Martin Simon (29 de noviembre de 1928-9 de diciembre de 2003) fue un escritor y político estadounidense de Illinois. Fue miembro de la Cámara de Representantes de Estados Unidos de 1975 a 1985 y del Senado de Estados Unidos de 1985 a 1997. Miembro del Partido Demócrata, se presentó sin éxito a la candidatura presidencial demócrata de 1988.
Tras su carrera política, fundó el Instituto de Políticas Públicas de la Universidad del Sur de Illinois Carbondale (Illinois), que más tarde recibió su nombre. Allí impartió clases de política, historia y periodismo
Simon era famoso por su característica corbata de lazo y sus gafas de pasta.

## Primeros años y carrera
Simon nació en Eugene, Oregón. Era hijo de Martin Simon, ministro luterano y misionero en China, y de Ruth (de soltera Tolzmann), también misionera luterana. Su familia era de ascendencia alemana.
Simon estudió en la Universidad Concordia, una escuela luterana de Portland. Más tarde asistió a la Universidad de Oregón y al Dana College de Blair (Nebraska), pero no llegó a graduarse.
Tras reunirse con miembros del Club de Leones local, pidió un préstamo de 3.600 dólares para hacerse cargo del desaparecido periódico Troy Call en 1948, convirtiéndose en el editor-editor más joven del país, del rebautizado Troy Tribune de Troy, Illinois, y acabando por crear una cadena de 14 periódicos semanales. Su activismo contra el juego, la prostitución y la corrupción gubernamental mientras trabajaba en el Troy Tribune influyó en el recién elegido gobernador, Adlai Stevenson, para que adoptara una postura sobre estos temas, creando una exposición nacional para Simon que más tarde resultó en su testimonio ante la Comisión Kefauver.
En mayo de 1951, Simon dejó su periódico y se alistó en el ejército de Estados Unidos. Simon sirvió en Alemania Occidental durante la Guerra de Corea. Asignado al Cuerpo de Contrainteligencia, alcanzó el rango de soldado de primera clase y fue licenciado en junio de 1953.

## Inicios de carrera

### Carrera política estatal
Tras su licenciamiento, Simon fue elegido y comenzó su carrera política en la Cámara de Representantes de Illinois. Como representante estatal, Simon fue un defensor de los derechos civiles, y en una ocasión organizó un acto al que asistió la exprimera dama Eleanor Roosevelt. Tras un debate en las primarias con otros dos candidatos, un relato periodístico sobre un debate afirmaba que "el hombre de la pajarita lo hizo bien", y adoptó su característica pajarita y sus gafas con cuernos.
En 1963, Simon fue elegido para el Senado del Estado de Illinois, donde estuvo hasta 1969, cuando se convirtió en vicegobernador de Illinois. Como demócrata, trabajó con el gobernador republicano Richard B. Ogilvie. Su trabajo en equipo bipartidista produjo el primer impuesto sobre la renta del estado y allanó el camino para la convención constitucional del estado en 1969, que creó la cuarta y actual Constitución de Illinois. La administración Ogilvie-Simon fue la única en la historia de Illinois en la que el gobernador y el vicegobernador elegidos eran de partidos políticos diferentes: En la actualidad, la Constitución de Illinois empareja los cargos como compañeros de fórmula.
En 1972, Simon se presentó como candidato demócrata a gobernador. A pesar de su larga reputación como reformista político, fue apoyado por la maquinaria demócrata del condado de Cook, dirigida por el alcalde de Chicago Richard J. Daley. Sin embargo, Simon perdió ante Dan Walker, que ganó las elecciones generales.

### Fuera de la oficina
En los años que transcurrieron entre su derrota como gobernador y su regreso a la política, Simon dio clases en la Universidad Estatal de Sangamon y en la Escuela de Gobierno Kennedy de la Universidad de Harvard.

## Ascenso a la fama nacional

### Cámara de Representantes de Estados Unidos
Simon reanudó su carrera política en 1974, cuando fue elegido al Congreso por el 24º distrito del Congreso de Illinois, donde fue reelegido cuatro veces. Más tarde fue redistribuido al 22º distrito del Congreso de Illinois
En 1978, Simon fue el primer galardonado con el Premio a la Defensa de las Lenguas Extranjeras, otorgado por la Conferencia del Noreste sobre la Enseñanza de Lenguas Extranjeras en reconocimiento a su servicio en la Comisión Presidencial de Lenguas Extranjeras y Estudios Internacionales y su apoyo al estudio de idiomas.
Según The New York Times, Simon nunca fue especialmente popular entre sus colegas de la Cámara.

### Senado de los Estados Unidos
En 1984, se presentó como candidato y fue elegido para el Senado de los Estados Unidos, derrotando a Charles H. Percy, que llevaba tres mandatos en el cargo, en una elección inesperada, en la que obtuvo el 50% de los votos.
Ganó la reelección al Senado de EE. UU. en 1990 al derrotar a la representante Lynn Morley Martin con un 65%, frente al 35% de Martin. Durante su mandato en el Senado, fue coautor de una infructuosa enmienda al presupuesto equilibrado con el senador republicano Orrin Hatch, de Utah.
Simon adquirió notoriedad nacional tras criticar al presidente George H. W. Bush durante la campaña presidencial de 1992, después de que Bush se atribuyera un papel central en la causa del colapso del bloque oriental de la Unión Soviética. Durante un discurso en el Taste of Polonia de Chicago, Bush había promovido agresivamente el éxito de su propia presidencia y su importancia como vicepresidente en el papel de la administración Reagan en Europa del Este. Se trataba de un intento de Bush de llevar a la comunidad polaca de Chicago para ganar Illinois durante las elecciones. Las afirmaciones de Bush fueron rotundamente denunciadas por Simon, y Bush acabó perdiendo el estado en las elecciones generales, posiblemente debido a los comentarios de Simon. Simon no se presentó a la reelección en 1996.

### Campaña presidencial
Simon buscó la candidatura demócrata a la presidencia en 1988. Casi desconocido fuera de Illinois y con un dígito bajo en las encuestas nacionales tras su anuncio en marzo de 1987, Simon se hizo un nombre como el candidato más veterano, que algunos consideraban más anticuado, con gafas de pasta y pajarita, y que se asociaba con orgullo al liberalismo del New Deal asociado a los presidentes Franklin Roosevelt y Harry Truman.
Simon se adelantó en Iowa en octubre y, en diciembre, era el claro favorito en ese estado. Sin embargo, en febrero de 1988, Simon perdió por poco el caucus de Iowa frente al representante Dick Gephardt de Misuri, y terminó tercero en las primarias de New Hampshire la semana siguiente, con débiles resultados en Minnesota y Dakota del Sur una semana después. Sin dinero ni impulso, Simon se saltó en gran medida las primarias clave del "supermartes" del sur, el 8 de marzo, y se concentró en su estado natal una semana más tarde, donde demócratas locales clave se presentaban como delegados de Simon en la votación de selección de delegados, y querían asistir a la Convención Nacional Demócrata independientemente de las escasas posibilidades de Simon de ganar la nominación. Simon ganó las primarias de Illinois y decidió hacer un último esfuerzo en las primarias de Wisconsin a principios de abril, pero abandonó después de quedar por detrás del gobernador de Massachusetts Michael Dukakis, el reverendo Jesse Jackson y el senador de Tennessee Albert Gore. Simon apoyó a Dukakis, que ganó la nominación demócrata en julio, siendo Jackson el último aspirante activo.
Para impulsar su campaña, Simon apareció en el programa Saturday Night Live (SNL), como copresentador con el músico Paul Simon (con el que no estaba emparentado).

## Posiciones políticas

### Cuestiones sociales
Simon se opuso ferozmente a la obscenidad y la violencia en los medios de comunicación durante la década de 1990, y sus esfuerzos contra la violencia en los medios de comunicación contribuyeron a la adopción del V-chip.
Durante la década de 1990, Simon se opuso tanto al Contrato con América de los republicanos como a las reformas de la asistencia social del presidente Bill Clinton. Fue uno de los 21 senadores que votaron en contra de la Ley de Responsabilidad Personal y Oportunidad Laboral. En 1996, Simon se unió a otros trece senadores (entre ellos su colega de Illinois, Carol Moseley Braun) para votar en contra de la Ley de Defensa del Matrimonio, que prohibía el reconocimiento federal del matrimonio entre personas del mismo sexo.

### Cuestiones fiscales
Simon era considerado un conservador fiscal, que se describía a sí mismo como "un demócrata de pago". Como senador, Simon ayudó a revisar el programa de préstamos a estudiantes universitarios para que los estudiantes y sus familias pudieran pedir préstamos directamente al gobierno federal, ahorrando así dinero al no tener que recurrir a bancos privados para desembolsar los préstamos.

### Asuntos exteriores
Simon promovió una respuesta militar a Somalia durante la presidencia de George H. W. Bush. Simon criticó abiertamente la respuesta del presidente Bill Clinton al genocidio ruandés de 1994. Simon creía que Estados Unidos debería haber actuado más rápido, y Clinton dijo más tarde que su respuesta tardía fue el mayor error de su presidencia. Junto con Jim Jeffords, apoya al teniente general canadiense Roméo Dallaire, comandante de la Fuerza de la Misión de Asistencia de las Naciones Unidas para Ruanda de 1993 a 1994, por haber presionado activamente a la administración Clinton para que organizara una misión humanitaria en Ruanda durante el genocidio. Según el libro de Dallaire Shake Hands with the Devil, "tiene una gran deuda de gratitud" con ambos senadores.

### Presidencia
Simon cree que los presidentes modernos practican el "seguidismo", en lugar del liderazgo", diciendo: "Nos hemos estado apoyando cada vez más en las encuestas de opinión para decidir lo que vamos a hacer, y no se obtiene liderazgo de las encuestas... y no sólo a nivel presidencial. A veces ocurre con los senadores, los miembros de la Cámara de Representantes e incluso los legisladores estatales, [cuando] realizan encuestas para saber cuál es la posición de la gente sobre algo".
Simon también era partidario de Taiwán y se oponía a la política de Estados Unidos de aislar a Taiwán. Ayudó a convencer al presidente Clinton de que permitiera al presidente taiwanés Lee Teng-hui visitar Estados Unidos. También le impresionó de adolescente escuchar el discurso de Mme Chiang Kai-shek y conocerla en la recepción del 50.º aniversario de la Segunda Guerra Mundial en el Capitolio en 1995.

## Vida personal

### Educación
Simon alcanzó la atención nacional en la década de 1960, debido en parte a su bien documentado libro, Lincoln's Preparation for Greatness: The Illinois Legislative Years. A pesar de haber sido publicado 100 años después de la muerte de Abraham Lincoln, fue el primer libro que citaba exhaustivamente los documentos originales de los ocho años de Lincoln en la Asamblea General. Posteriormente, escribió más de 20 libros sobre una amplia gama de temas, como los matrimonios interconfesionales (él era luterano y su esposa, Jeanne, católica), la escasez de agua en el mundo, las batallas por la nominación al Tribunal Supremo de los Estados Unidos, que se centraron en gran medida en sus experiencias personales con Robert Bork y Clarence Thomas, su autobiografía, e incluso un libro muy bien recibido sobre el editor abolicionista mártir Elijah Lovejoy. Su último libro, Our Culture of Pandering, se publicó en octubre de 2003, dos meses antes de su muerte.
Tras su derrota en las primarias para gobernador en 1972, Simon fundó el programa de posgrado de Reportaje de Asuntos Públicos en la Universidad Estatal de Sangamon, en Springfield, Illinois, que ayudó a lanzar las carreras de más de 500 periodistas. Simon, que ya había escrito cuatro libros, también impartió un curso titulado "Non-Fiction Magazine and Book Writing" en la Sangamon State, y también dio clases en la John F. Kennedy School of Government en 1973.
Simon vivió durante muchos años en la pequeña ciudad de Makanda, Illinois, al sur de Carbondale, donde fue profesor y director del Instituto de Política Pública de la SIU. Mientras estuvo allí, trató de impulsar el instituto para que se convirtiera en un grupo de reflexión que pudiera mejorar la vida de todas las personas. Sus actividades incluyeron ir a Liberia y Croacia para supervisar sus elecciones, traer a grandes oradores al campus, denunciar la pena de muerte, intentar acabar con el Embargo estadounidense a Cuba, fomentar el valor político entre sus estudiantes, promover una enmienda a la Constitución de Estados Unidos para acabar con el colegio electoral e intentar limitar el mandato del presidente a un solo período de seis años. Durante el fiasco del colegio electoral que siguió a las elecciones de 2000, Simon dijo: "Creo que si alguien obtiene la mayoría de los votos, debería ser presidente. Pero no creo que se vaya a cambiar el sistema".

### Familia
Simon era hermano de Arthur Simon, fundador de Pan para el Mundo.
El 21 de abril de 1960, Simon se casó con Jeanne Hurley Simon, miembro de la legislatura del estado de Illinois. Fue la primera vez en la historia de Illinois que dos miembros de la Asamblea General se casaban. Ella fue una parte integral del ascenso de su marido a la prominencia nacional. Más tarde se convirtió en una abogada de éxito, autora y presidenta de la Comisión Nacional de Bibliotecas y Ciencias de la Información. Murió en febrero de 2000 de cáncer cerebral. A su muerte, el senador de Illinois Dick Durbin rindió un homenaje a la Sra. Simon en el pleno del Senado. Su hija, Sheila Simon, se convirtió en la 46.ª vicegobernadora de Illinois en enero de 2011. Anteriormente fue concejala de Carbondale (Illinois) y profesora de Derecho en la Universidad del Sur de Illinois.
Simon hizo una breve aparición como él mismo en la película de comedia política de 1993 Dave.
En mayo de 2001, Simon se volvió a casar con Patricia Derge, la viuda del expresidente de la Universidad del Sur de Illinois, David Derge.

### Cultura
Simon apareció en Saturday Night Live con el presentador y cantante Paul Simon (sin relación) el 19 de diciembre de 1987. También en SNL, Simon fue interpretado por Al Franken, que más tarde se convertiría en senador.

## Premios
Paul Simon fue admitido como laureado de la Academia Lincoln de Illinois y galardonado con la Orden de Lincoln (el más alto honor del estado) por el Gobernador de Illinois en 1998 en el área de Gobierno.

## Muerte y secuelas
Simon murió en Springfield (Illinois) en 2003, a la edad de 75 años, tras una operación de corazón. La cadena de televisión WBBM informó de su muerte como un "estallido gástrico masivo". Sólo cuatro días antes, a pesar de estar hospitalizado y a la espera de una operación, había apoyado la candidatura presidencial de Howard Dean en 2004 a través de una conferencia telefónica que realizó desde su cama de hospital. También fue uno de los primeros partidarios de la candidatura de Barack Obama al Senado en 2004. Tras la muerte de Simon, su hija, Sheila, hizo un anuncio de televisión en el que declaraba que "Barack Obama será un senador de los Estados Unidos en la tradición de Paul Simon". El anuncio se consideró una de las principales razones de la sorprendente victoria de Obama en las primarias demócratas. En el Senado, Obama elogió a Simon como un "querido amigo".
En julio de 2005 se inauguró el Museo Histórico de Paul Simon en Troy, Illinois, donde Simon vivió durante 25 años. Incluía recuerdos de toda su vida, como el escritorio y la cámara de sus días como joven editor del Troy Tribune, artículos de su campaña presidencial y sus placas de vicegobernador. El museo cerró en junio de 2012 por falta de financiación. Paul Simon Chicago Job Corps es una escuela financiada por el gobierno que lleva su nombre. El PSCJC se encuentra en la ciudad de Chicago, en Little Village, en South Kedzie Ave, y está a disposición de personas de entre 16 y 24 años que buscan superarse y crearse un futuro positivo.

## Publicaciones
- P.S.: The autobiography of Paul Simon; ISBN 1-56625-112-5; Bonus Books, Inc., 1st ed., 1999
- Fifty-two Simple Ways to Make a Difference, 2004
- Our Culture of Pandering, 2003
- Healing America, 2003
- How to Get into Politics – and Why (con Michael Dukakis), 2000
- Tapped Out: The Coming World Crisis in Water and What We Can Do About It, 1998
- The Dollar Crisis (con Ross Perot), 1996
- Freedom's Champion: Elijah Lovejoy, 1995
- We Can Do Better, 1994
- Advice and Consent, 1992
- Winners and Losers ISBN 0-8264-0428-6, *The Continuum Publishing Company, 1989
- Let's Put America Back to Work, 1987
- Beginnings: Senator Paul Simon Speaks to Young Americans, 1986
- The Glass House, 1984
- The Once and Future Democrats, 1982
- The Tongue-Tied American, 1980
- The Politics of World Hunger (con Arthur Simon), 1973
- You Want to Change the World? So Change It, 1971
- Protestant-Catholic Marriages Can Succeed (con Jeanne Hurley Simon), 1967
- A Hungry World, 1966
- Lincoln's Preparation for Greatness, 1965
- Lovejoy: Martyr to Freedom, 1964